# Steraan
Met steranen wordt een groep stoffen aangeduid met als gemeenschappelijk kenmerk het basisskelet van de steroiden.  Als zodanig is een steraan een organische verbinding uit de groep koolwaterstoffen.  Steranen vormen een bestanddeel van aardolie.  Het voorkomen van deze verbindingen in aardolie geeft een indicatie van het effect van algen op de vroege evolutie van het leven op aarde en op massa-extincties die toen plaatsvonden.
De structuur van steraan geldt als basisstructuur voor de steroiden.  Chemisch kan een steraan beschreven worden als een cyclopentanoperhydrofenanthreen: een perhydroverbinding (=alle waterstof die aan het molecuul gekoppeld kan worden is dat ook) van fenantreen en cyclopentaan, dus als een verbinding met drie zesringen en een vijfring in het koolstofskelet.  Het vooral in de biologie veel voorkomen van verbindingen met deze structuur als basis rechtvaardigt het gebruik van de steraanstructuur als een van de basisstructuren in de organische chemie.  De systematische naam voor de verbinding zou zijn: tetracyclo[12.3.04,13.05,10]heptadecaan.  De nummering wordt in deze naam anders dan in de structuurformule hiernaast, omdat de systematische nummering begint bij een van de bruggenhoofd-koolstofatomen, door een zo groot mogelijke ring nummert, en dan door de kleinste ring.  Deze naam wordt in de praktijk niet gebruikt.
De vier ringen in het molecuul worden met hoofdletters benoemd, waarbij de zesringen achtereenvolgens "A", "B" en "C" genoemd worden, de 5-ring is de laatste: "D".  In het molecuul zijn 6 chirale atomen aanwezig: die koolstofatomen die deel uitmaken van twee ringen.  In de nummering voor de steranen de koolstofatomen 5, 10, 8, 9, 13 en 14.  Steraan wordt als verzamelnaam gebruikt voor alle mogelijke combinaties van stereo-isomeren, ongeacht de oriëntatie van de chirale centra.
Een belangrijke groep binnen de steranen wordt gevormd door de gonanen.  De B, C en D ring hebben een trans-koppeling.  De verknoping van de A en de B-ring kan zowel cis als trans zijn.